# Nai đầu đinh
Nai đầu đinh hay còn biết đến với tên gọi Quang khem là một loài nai được phát hiện tại vườn quốc gia Pù Mát ở Việt Nam bởi ông Nguyễn Ngọc Chính, ông này công bố trên tạp chí Lâm nghiệp.

## Phát hiện
Trong đợt điều tra khu rừng Pù Mát (Nghệ An) tháng vào tháng 12 năm 1992. Đoàn khảo sát hỗn hợp giữa Viện điều tra quy hoạch rừng và Chi cục kiểm lâm Nghệ An có thu thập được một mẫu vật gồm cặp gạc và mảng sọ của một loài thú móng guốc lạ mà các thợ săn ở địa phương này gọi là Quang khem. Mẫu vật đã được gửi đến một số chuyên gia đầu ngành về thú của Việt Nam và nước ngoài để giám định. Các chuyên gia đều khẳng định đây là mẫu vật của một loài có những điểm sai khác với tất cả các loài của chi Nai (Cervus) và Hoẵng (Muntiacus) thuộc họ Hươu nai hiện đã biết ở Việt Nam và trên thế giới. Đây là một loài mới thuộc họ Hươu nai.
Nhiều bằng chứng cũng xác định ở Lâm Đồng cũng còn loài thú này, đây là loài nai lạ bắt gặp ở Di Linh, Bảo Lộc, Cát Tiên (Lâm Đồng) và được các thợ săn gọi là Nai đầu đinh do cặp gạc của nó không phân nhánh, tựa như hai cái đinh to cắm vào đầu. Trọng lượng cơ thể của Nai đầu đinh khoảng 90–100 kg đối với con đực trưởng thành. Do màu lông của Nai đầu đinh giống với Nai Cervus unicolor nên rất khó phân biệt giữa Nai đầu đinh với Nai khi chúng ăn cỏ ở ven rừng mà đầu chưa có gạc.